# Турецко-персидская война (1514—1555)
Турецко-персидская война 1514—1555 годов — первый вооружённый конфликт между Османской и Сефевидской империей. Хотя в этот период было несколько военных кампаний, перемежаемых периодами бездействия, он считается единой войной, так как лишь в 1555 году был подписан мирный договор.

## Коннотация и название конфликта
Французский историк Жан-Луи Браке-Граммонт, касаясь первой четверти XVI века, называет неправильным, анахронистическим и связанным с современным национализмом восприятие османо-сефевидского конфликта как турецко-иранского. Использование этого термина в коннотации, данной современными националистами, он считает в опасной степени неадекватной. По его словам, нет ни одного османского источника, в котором прослеживалось бы неприятие Ирана в этническом, культурном или лингвистическом смысле, но при этом есть полно доказательств симпатии к Ирану касательно этих аспектов. С другой стороны, точку зрения, что Шах Исмаил был воином иранизма против тюркского мира Браке-Граммонт называет очевидно абсурдной (См. Сефевидское государство#Характеристика государства). Так, кызылбаши, основа сефевидской армии, имели наиболее сильно выраженную тюркскую идентичность на Ближнем Востоке, а Османская империя в их глазах имела балкано-византийские признаки. Браке-Граммонт, таким образом, считает небезосновательной точку зрения Исмаила Хами Данишменда о дихотомии между «космополитическим правительством девширме» (Османская империя) и тюркством глубинной Анатолии (Сефевидское государство).
В то же время, Браке-Граммонт предостерегает от другой крайности, восприятия конфликта как войны двух тюркских государств. Он указывает на то, что в Сефевидской империи практически полностью тюркская армия в то же время сочеталась с иранскими бюрократическим и религиозным аппаратом, культурной элитой и большинством населения.

## Предыстория
В конце XV века в восточной части Анатолии стала набирать силу шиитская секта кызылбашей. 
Кызылбаши занимались междоусобными склоками, проявляя при этом исключительную жестокость. В 1499 году они активизировались, нанесли поражение государству Ширваншахов, на некоторое время подчинили Баку и Шемаху. Кызылбашский шейх Исмаил в 1503 году разгромил государство Ак-Коюнлу и, завоевав территории современных Ирана и Ирака, создал шиитское государство Сефевидов, а сам стал его шахом.
Отношения кызылбашей с османами изначально были напряжёнными — особенно после того, как в 1501 году от имени Исмаила был издан указ, содержащий, по шиитским обычаям, проклятие трёх первых халифов. По словам одного европейского путешественника, султан Баязид II и шах Исмаил завели по борову, наградив их, соответственно, именами Баязид (в Персии) и Исмаил (в Турции). Несколько лет происходил обмен довольно недипломатичными посланиями.
В 1511 году провинция Теке в юго-восточной части Малой Азии стала ареной крупного антиосманского восстания кызылбашских племен, которых возглавил святой подвижних Хасан-халиф, известный в народе под прозванием Шахкулу («Раб шаха»). Восстание охватило большие районы, повстанцы разбили местные правительственные войска и практически изгнали османов из Малой Азии. 21 апреля 1511 года кади Бурсы написал командиру янычар, что если он и его люди не придут в город в течение двух дней, область погибнет. Проводить кампанию против Шахкулу был назначен великий визирь Хадым Али-паша. Около Кютахьи он соединился с силами старшего из оставшихся в живых сыновей Баязида — шехзаде Ахмеда, но нагнал восставших только после форсированного марша через Малую Азию в Сивас, где оба — и Шахкулу, и Хадым Али — были убиты в сражении. Многие из кызылбашей бежали на восток, в Персию.
В 1512 году султан Баязид II отрёкся от престола в ходе усобицы, и новым султаном Османской империи стал Селим I Явуз. Ахмед, находившийся в этот момент в Конье, отреагировал на свержение Селимом отца с престола тем, что провозгласил законным султаном себя. В ходе борьбы за власть Ахмед обращался за помощью к различным мусульманским правителям, в том числе к шаху Исмаилу.
В течение последних лет правления Баязида открытый вызов Селима власти отца побудил некоторых других членов османской династии примкнуть к кызылбашам. Избавившись от тех, кто соперничал с ним за власть внутри собственной семьи, султан Селим приготовился бросить вызов персидскому шаху. До начала войны султан Селим искал разные поводы, чтобы напасть на Сефевидское государство. Сначала Селим просил Сефевидов отдать его племянника Мурада, который бежал от него, на что шах Исмаил I ответил отказом. В это же время у Селима были притязания на Диярбакыр, он также считал кызылбашей неверными и дал приказ их истребить.

## Ход войны

### Подготовка к войне
Готовясь к войне, Селим I продлил сроки действий соглашений с европейскими государствами (Венгрией и Польшей), а также с мамлюками, в надежде таким образом избежать любого риска войны на два фронта. Так как переговоры с Венгрией оказались сложными (хотя обе стороны осознавали, что соглашение будет выгодно им обеим), венгерского посла взяли в заложники и со всей свитой возили в походы Селима с целью продемонстрировать неимоверное могущество султана. Мамлюки вовсе приняли нейтралитет, а позже перешли на сторону Сефевидского государства.
По исламским законам единственное допустимое оправдание войны мусульман против мусульман — религиозное: «укрепить священный закон или пресечь его нарушения»; поэтому османский поход нуждался в официальном разрешении, выраженном в виде мнения религиозных авторитетов, что будущий враг отклонился с пути истинного ислама. Учёный и историк Кемальпашазаде (впоследствии занявший пост шейх-уль-ислама) зашёл дальше всех, объявив войну против кызылбашей «священной войной», достоинство которой было равно войне с немусульманскими врагами ислама. Открытое порицание Сефевидов в османских источниках резко контрастирует с уважительным тоном, в котором сефевидские историки отзываются об османах, считая их бастионом ислама перед лицом европейского безбожия.
Чтобы ослабить сопротивление на пути в Персию, Селим отправил чиновников в провинцию Рум на севере центральной части Малой Азии для поимённой регистрации живших там кызылбашей. Из 40 тысяч зарегистрированных тысячи были вырезаны и тысячи — арестованы, в результате чего в тылу похода не было никаких волнений. Также Селим закрыл границы с государством Сефевидов, запретив проезд купцов в обоих направлениях — это подорвало экспорт персидского шёлка на запад и не допустило ввоз в Персию с запада оружия, металла и специй.

### Походы Селима I
Летом 1514 года Селим вступил с запада на территорию Исмаила. Несмотря на заблаговременное предупреждение о намерениях Селима, Исмаил мало что мог сделать для подготовки к сражению. Единственная тактика, которую он мог избрать — была тактика «выжженной земли» на пути движения османской армии.
Суровые условия путешествия через Малую Азию истощили войска Селима, продовольствия поступало мало, неспособность догнать Исмаила спровоцировала недовольство. Несмотря на правовое решение, оправдывающее кампанию, в рядах османов поднялся ропот, что неправильно сражаться с братьями мусульманами. Янычары были готовы к немедленному мятежу, и в районе озера Ван расстреляли шатёр султана. Армия Сефевидов в основном состояла из тюрков, армия Османов же в основном из балканских народов (сербов и албанцев). 
Вскоре Селим узнал, что силы шаха Исмаила сосредоточены в Чалдыранской долине. Перспектива близкого сражения успокоила янычар. 23 августа 1514 года в результате Чалдыранской битвы персидская армия, не имевшая, в отличие от османов, огнестрельного оружия, была разгромлена. Исмаил бежал с поля боя сначала в Тебриз, а затем на юго-восток. Селим преследовал его до самого Тебриза, куда прибыл 6 сентября и разграбил город.
Османские войска отказались зимовать на востоке, и Селим был вынужден повернуть назад к Амасье. Чтобы успокоить ропот недовольных в армии, в ноябре 1514 года был смещён великий визирь  Херсекли Ахмед-паша, и новым визирем стал Дукакиноглу Ахмед-паша. В начале 1515 года в Амасье вспыхнул бунт янычарских рот, не желавших участвовать в ещё одном походе на восток. После подавления бунта Селим решил покончить с правителем Дулкадира, помогавшем Исмаилу и воевавшем на его стороне в Чалдыранской битве, и повернул в сторону Сирии и Египта.
После поражения при Чалдыране Исмаил полагал, что Селим вернётся весной для продолжения кампании. Селим отказался принять предложение мира от Исмаила, арестовав и заключив в тюрьму несколько послов Сефевидов, которые приезжали к его двору в качестве просителей. Исмаил стал искать союзников среди христианских государств, но никто не хотел слышать его призывы: венецианцы сослались на действующее соглашение с османами, португальский вице-король Индии Алфонсу де Албукерки прислал символический подарок из двух маленьких пушек и шести аркебуз, обращения к Венгрии, Испании и папе были отвергнуты.
В 1516 году армия Селима I снова выступила на восток из Стамбула. Исмаил полагал, что наступление направлено против него, однако османы неожиданно повернули на мамлюков и вторглись в Сирию. После завоевания Селимом Сирии и Египта стало проще осуществлять торговую блокаду Персии (до этого, несмотря на запрет Селима, купеческие караваны обходили её, приходя из Персии на территорию мамлюков и оттуда отправляя товары на Запад морем). В 1517 году в Дамаск к Селиму прибыл посланник шаха Исмаила с богатыми дарами, выражавшими надежду его господина на мир, но был казнён. В мае 1518 года армия Селима шла к Евфрату, по-видимому направляясь к Персии, но затем без предупреждения повернула на запад и вернулась в Стамбул.
В первые месяцы 1520 года шах Исмаил благословил восстание кызылбашей, которых возглавил Шах-вели. Султан мобилизовал армию против возобновившейся опасности, после чего последовало два больших сражения в центральной и северо-центральной Малой Азии. Шах-вели был казнён, его тело было публично расчленено в назидание его сторонникам и в качестве предупреждения тем, кто симпатизировал кызылбашам. После подавления восстания командующему османской армией было приказано провести лето в Малой Азии со своими людьми, будучи готовым к новому походу.
В ночь с 21 на 22 сентября 1520 года султан Селим умер, оставив только одного сына — Сулеймана Кануни — который, поэтому, взошёл на трон без борьбы. Перед смертью Селим приказал главным духовным лицам страны продлить срок действия заключения, санкционирующего войну против Исмаила.

### Первая кампания Сулеймана
После восшествия на престол, Сулейман тайно отправил в Тебриз посланников, которым было поручено установить, какую опасность представляет собой Персия. Шах Исмаил утверждал, что все его мысли занимают узбекские правители Шейбаниды, и потому Сулейман отказался от агрессивной политики на востоке и устремился на Запад против Венгрии и госпитальеров.
В 1524 году шах Исмаил умер, его наследником стал десятилетний Тахмасп I. В Персии разгорелась борьба за власть между кызылбашскими эмирами. В 1528 году губернатор Багдада заявил о том, что подчиняется Сулейману, но вскоре его убили и власть Сефевидов была восстановлена. Затем на сторону султана переметнулся персидский губернатор провинции Азербайджан, а на сторону шаха — курдский эмир Битлиса.
В 1533 году Сулейман I подписал перемирие с эрцгерцогом Австрии Фердинандом I Габсбургом, и направил садразама Паргалы Ибрагима-пашу с армией на восток. Сераскир провёл зиму в Алеппо, а летом 1534 года взял Тебриз. В 1535 году Тахмасп I вынужден был снять осаду с Вана, и направился в Азербайджан. Две армии сошлись лицом к лицу в окрестностях города Дарджазина (вблизи Хамадана), и сефевидские кызылбаши одержали впечатляющую победу. Испытывавший перенапряжение сил и недостаток снабжения Сулейман I предпринял отступление главной армии в Анатолию, отрядив Мухаммед Пашу и Синан Пашу замедлить возможное преследование со стороны Сефевидов. Эти войска были уничтожены эмирами Тахмаспа I, Гази Ханом Зулькадаром и Будак Ханом Каджаром, и Османы были вынуждены уступить почти все земли, завоеванные ими в предыдущем году.

### Вторая кампания Сулеймана
После того, как в 1547 году было подписано очередное перемирие с Габсбургами не без стараний садразама Рустема-паши Мекри, султан Сулейман приступил к осуществлению очередной кампании против Персии. Толчком на этот раз послужил переход на сторону Османской империи брата Тахмаспа Алкаса-мирзы, который был губернатором Ширвана. Когда Тахмасп направил войска, чтобы умиротворить своего непокорного брата, Алкас-мирза бежал через Феодосию в Стамбул. В 1548 году Сулейман заранее известил Алкас-мирзу о том, что начинает военную кампанию, но хотя османская армия и подошла к Тебризу, из-за недостатка снабжения пришлось отказаться от осады города. Стало ясно, что Алкас-мирза не пользуется поддержкой местного населения, и не стремится отобрать власть у Тахмаспа. Султанское войско проникло вглубь Ирана и временно заняло Исфахан. В последующие годы военные действия продолжались с переменным успехом. Сулейман вернулся домой ни с чем, если не считать захвата приграничного города Ван и богатых трофеев.

### Третья кампания Сулеймана
Видя, что турки не горят особым желанием воевать на своей восточной границе, Тахмасп в 1552 г. выступил в поход с целью возврата недавно потерянных территорий. В ответ Сулейман отправил армию во главе с Рустемом-пашой в поход на Иран, однако последний донес султану об намерениях шехзаде Мустафы занять османский престол при помощи персов. Сулейман вскоре прибыл в армию и казнил своего старшего сына, что вызвало на время беспорядки в Анатолии.
Но в 1554 году султан, покинув свой зимний лагерь в Алеппо, опять двинулся на восток, дойдя до Карабаха. На этот раз турки, подражая персам, применяли тактику «выжженной земли» в тех приграничных районах, откуда персы начинали свои набеги.

### Сефевиды наносят ответный удар
Власть шаха Тахмаспа получила серьезный удар ввиду десятилетней гражданской войны, разразившейся после его восшествия на престол в 1524 году. Восстановление его власти привело к постепенному возрождению исчезнувшего со времен шаха Исмаила чувства солидарности и уверенности среди сефевидской правящей элиты. К 1540-м годам Тахмасп завершил гражданскую войну, покончил со внутренним недовольством и при помощи своих министров сумел повторно объединить кызылбашские племена под единым знаменем. Объединение после гражданской войны позволило Сефевидам вести завоевательные войны на Кавказе на протяжении последующих двадцати лет. Более того, сплоченность позволила сефевидской армии эффективнее сражаться против Османов и проводить наступательные рейды за пределами своих границ в ходе османского вторжения 1553—4 годах. Такой подход являлся отступлением от сугубо оборонительного характера ведения боевых действий, которого они придерживались в ходе предыдущих османских вторжений. Такое развитие событий убедило Стамбул в том, что долгий конфликт зашел в тупик и что нужно положить конец бесконечной войне. Результатом стал заключенный в 1555 году мир в Амасье, названный так в честь города, в котором он был ратифицирован.

## Итоги
В 1555 году был подписан мирный договор в Амасье, по условиям которого западная Грузия и арабский Ирак отошли Османской империи, а восточная Грузия отошла Сефевидскому государству. 
Мирный договор не только привел к миру между Османами и Сефевидами на протяжении следующих двадцати двух лет, но и стал базисом для создания на Кавказе буферной зоны между двумя государствами. Сефевиды также использовали договор в качестве поддержки своих территориальных притязаний против османского экспансионизма в регионе на протяжении XVII и XVIII веков. 
Нападения турок лишили Тахмаспа Багдада и Месопотамии, включая крепость Ван, но он сумел предотвратить дальнейшую утрату земель, и самое главное — утрату Азербайджана. Противостоя врагу, находившемуся на вершине своей мощи, чьи подвиги были увенчаны продвижением далеко вглубь Европы, шах проявил себя совсем неплохо.